# ان‌جی‌سی ۳۹۲۱
ان‌جی‌سی ۳۹۲۱ کهکشانی در حال تعامل در صورت فلکی شمالی خرس بزرگ است. تخمین‌های استفاده شده از انتقال به سرخ، کهکشان را در فاصله حدود ۵۹ میلیون سال نوری (۱۸ مگاپارسک) از زمین قرار داده‌است. این کهکشان در ۱۴ آوریل ۱۷۸۹ توسط ویلیام هرشل کشف شد و توسط جان لوئیس امیل درایر، گردآورنده کاتالوگ عمومی جدید، «بسیار ضعیف، کوچک و گرد» توصیف شد.
ان‌جی‌سی ۳۹۲۱ بازمانده ادغام دو کهکشان است. تصور می‌شود این دو کهکشان زادگاه کهکشان‌های دیسکی بوده‌اند که حدود ۷۰۰ میلیون سال پیش با هم برخورد کرده‌اند. این تصویر شکل‌گیری ستارگان و ساختارهای قابل توجهی مانند حلقه‌ها را نشان می‌دهد که نشان دهنده تعامل کهکشان‌ها است. به همین دلیل، ان‌جی‌سی ۳۹۲۱ با نام Arp 224 در اطلس از کهکشان‌های عجیب و غریب هالتون آرپ قرار گرفت.
ان‌جی‌سی ۳۹۲۱ یک کهکشان ستاره‌فشان است و دارای ویژگی‌های مهمی است. یکی از آنها یک منبع اشعه X فوق نور است که به عنوان X-2 تعیین شده‌است و درخشندگی اشعه ایکس ۸×۱۰۳۹ erg / s دارد. علاوه بر این، دو خوشه کروی در ان‌جی‌سی ۳۹۲۱ شناسایی شده‌است. هر دو آنها نسبتاً جوان هستند و از نظر وسعت تقریباً نیمی از امگا قنطورس هستند: این نشان می‌دهد که ادغام کهکشانهای غنی از گاز همچنین می‌تواند خوشه‌های کروی غنی از فلز ایجاد کند.